# Яндаль, Исмаэль
Исмаэль Патрик Яндаль (фр. Ismael Yandal; род. 13 сентября 2002, Яунде) — камерунский футболист, защитник клуба АЕЗ.

## Карьера

### «Арис» Лимасол
Воспитанник камерунской футбольной академии «Тад Спорт», в которой начал заниматься в 2012 году. В 2021 году присоединился к кипрскому «Арису», за сумму порядка 20 тысяч евро. В начале 2022 года футболист на правах аренды присоединился к клубу «Айя Напа» вместе с которым выступал во Втором дивизионе. По возвращении из аренды вернулся в лимассольский клуб, с которым подписал контракт до конца мая 2024 года, с опцией продления ещё на год, за которую клуб заплатит камерунской академии ещё порядка 10 тысяч евро. Дебютировал за клуб 7 марта 2023 года в матче против клуба «Анортосис», выйдя на замену на 89 минуте. По итогу сезона досрочно стал победителем кипрского чемпионата.
Новый сезон футболист начал с победы за Суперкубок Кипра, где 21 июля 2023 года победили никосийскую «Омонию», однако сам футболист остался на скамейке запасных. Первый матч в чемпионате за клуб сыграл 3 сентября 2023 года против клуба АЕЗ, выйдя на поле в стартовом составе. Однако закрепиться в основной команде клуба у футболиста не вышло, первую половину чемпионата проведя на скамейке запасных, выйдя на поле лишь в 3 встречах, в которых результативными действиями не отличился, также не попав в заявку клуба на матчи Лиги Европы УЕФА. В декабре 2023 года футболист покинул лимасольский клуб, расторгнув контракт по соглашению сторон.

### АЕЗ
В декабре 2023 года футболист перешёл в кипрский клуб АЕЗ. Дебютировал за клуб футболист 4 января 2024 года в матче против клуба «Докса», выйдя на поле в стартовом составе.

## Международная карьера
Выступал в молодежной сборной Камеруна до 20 лет.

## Достижения
«Арис» Лимасол
- Чемпион Кипра: 2022/23
- Обладатель Суперкубка Кипра: 2023